# Tropidodipsas repleta
Tropidodipsas repleta — вид змій родини полозових (Colubridae). Ендемік Мексики.

## Поширення і екологія
Tropidodipsas repleta відомі з двох місцевостей, розташованих в горах Західної Сьєрра-Мадре на північному заході Мексики, в штатах Сонора і Чіуауа.